# Шта је то у твојим венама
Шта је то у твојим венама је пети студијски албум Светлане Цеце Ражнатовић, тада Величковић, који је издат за Јувекомерц јуна 1993. Касније је албум био реиздат за Lucky Sound септембра 1993 захваљујући великом успеху песме Кукавица, па је тако албум био преименован у Кукавица.

## О албуму
Албум је објављен 1993. године на ЦД-у, касети и промо ЛП плочи намењену искључиво радио-станицама, које су још увек музику емитовале углавном са ЛП плоча. На првом тиражу албума није постојала песма  Кукавица , која је снимљена после објављивања албума за потребе једног фестивала, а пошто је муњевитом брзином постала мега хит, накнадно је увршћена на албум и тако је званично постала саставни део програма овог музичког албума. Када је реч о албуму Кукавица, засигурно можемо рећи да он представља прекретницу у Цециној каријери, с обзиром да је тада започела сарадњу са Марином Туцаковић и Александром Радуловићем Футом, који су касније били Цецини дугогодишњи сарадници и за њу написали много незаборавних хитова. Сарадња са тандемом Туцаковић-Радуловић започета је тако што су за Цецу написали једну од најлепших и најпознатијих балада Кукавица са којом је Цеца постигла незапамћен успех. Поред песме Кукавица најслушаније песме су биле Шта је то у твојим венама, Заборави, Небо, месец, звездице и Попиј ме као лек.
Албум је продат у тиражу од 300 000 примерака.

## Списак песама
На албуму се налазе следеће песме:
| Бр. | Назив                     | Текст            | Музика                             | Аранжман             | Трајање |
| --- | ------------------------- | ---------------- | ---------------------------------- | -------------------- | ------- |
| 1.  | Кукавица                  | Марина Туцаковић | Александар Радуловић               | Александар Радуловић | 03:49   |
| 2.  | Шта је то у твојим венама | Марина Туцаковић | Александар Радуловић               | Александар Радуловић | 03:20   |
| 3.  | Попиј ме као лек          | Марина Туцаковић | Александар Радуловић               | Александар Радуловић | 03:29   |
| 4.  | Опрости ми сузе           | Марина Туцаковић | Александар Радуловић               | Александар Радуловић | 03:25   |
| 5.  | Жарила сам жар            | Дино Мерлин      | Дино Мерлин                        | Александар Радуловић | 03:13   |
| 6.  | Устани, буди се           | Марина Туцаковић | Александар Радуловић               | Александар Радуловић | 03:04   |
| 7.  | Што си тако забораван     | Марина Туцаковић | Александар Радуловић               | Александар Радуловић | 03:50   |
| 8.  | Заборави                  | Дино Мерлин      | Дино Мерлин                        | Александар Радуловић | 04:17   |
| 9.  | Месец, небо, звездице     | Марина Туцаковић | Зоран Живановић, Радован Јовићевић | Александар Радуловић | 02:45   |

## Информације о албуму
- Продуцент: Александар Радуловић
- Извршни продуцент: Бане Стојановић
- Снимано у студију VI Радио Београда
- Сниматељ: Радослав Ерцеговац
- Фотографија: Бранислав Патрногић
- Дизајн: Гордан Шкондрић
- Главни и одговорни уредник: Вељко Владовић

## Спотови
- Кукавица
- Шта је то у твојим венама
- Заборави